# Berghausen, Leibnitz
Berghausen là một đô thị thuộc huyện Leibnitz trong bang Steiermark, nước Áo. Đô thị Berghausen, Leibnitz có diện tích 5,63 km², dân số cuối năm 2005 là 350 người.